# 號角報 (澳門)

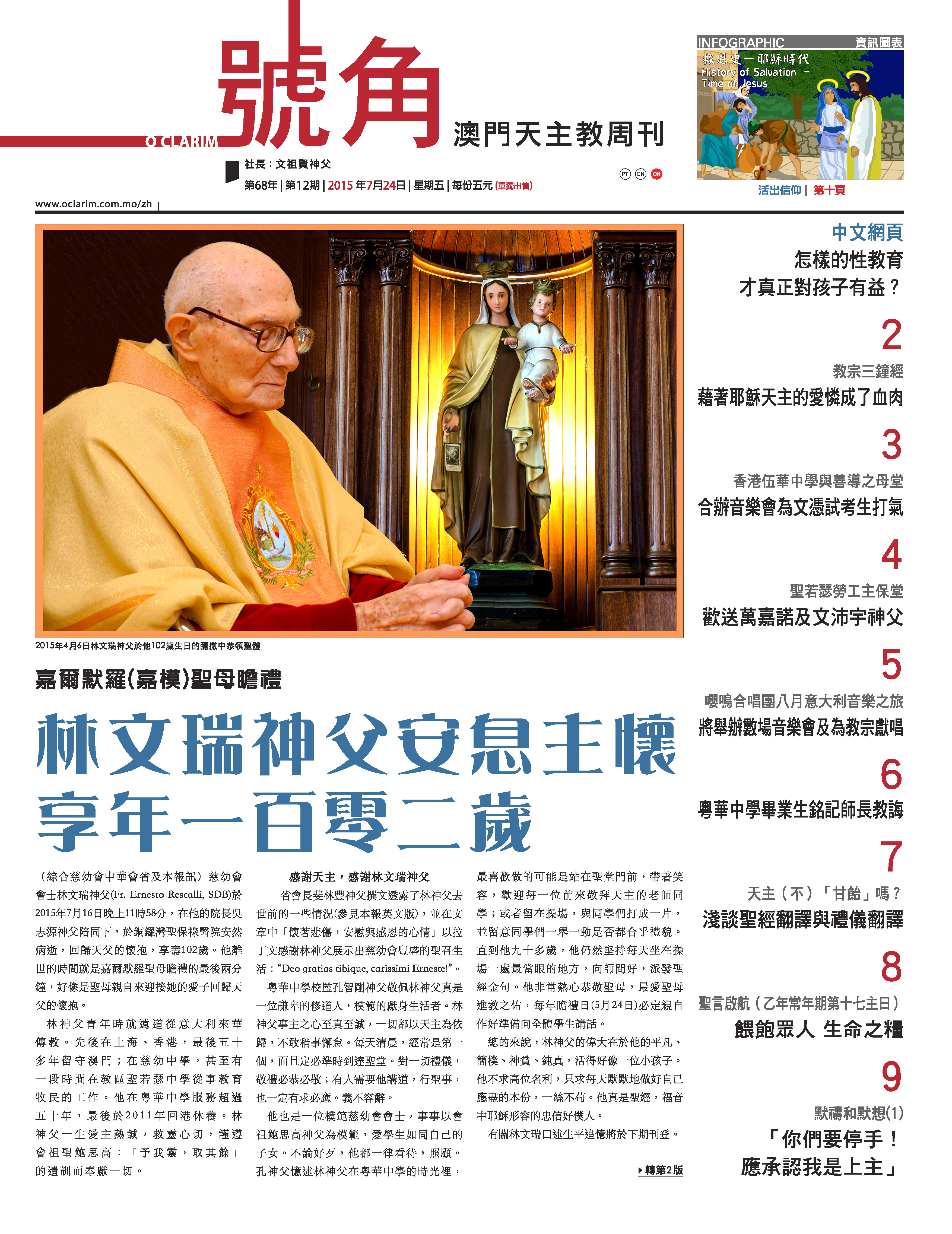
2015年7月24日中文頭版報導

《號角報》（葡萄牙語：O Clarim/Jornal O Clarim）是在澳門發行的葡文周報及天主教澳門教區機關報。
《號角報》創刊於1948年，1952年至1983年間為三日刊。2014年4月及6月分別增刊英文及中文版。2015年3月起增設青年月刊《清泉》。三文之間編採獨立，亦設有翻譯文章三文互譯。周報內容除了一般時事性新聞之外，也會報導宗教相關的新聞及培育資訊。

## 事件
2010年8月13日曽報道時任行政法務司司長陳麗敏及其顧問等親屬獲批給永久墓地的事件。時任教區主教黎鴻昇於2010年9月回覆記者查詢報導政治新聞取態時說：「教會辦報的目標不是純粹談政治問題...」另回覆報導選舉問題時，黎主教對時任社長歐秉諾神父這樣說：「要小心，我們 (號角報) 是一張天主教的報紙，我們不想成為政界人士的宣傳機關或發言人。其實，教會的報紙不與其他的 (報紙) 一樣談政治問題，而是宣揚教會的信仰、福音精神。」因此被認為這是建議報章「避談政治」的言論。
2014年4月（復活節）增刊英文版，6月在原有的英文版基礎上新增中文版，最初格式為全彩12版（中英文各6版）。
2015年3月6日起增設青年月刊《清泉》，每月第一個星期五出版，青年月刊顧問為鍾志堅神父（副主教）及劉炎新神父。最初格式為全彩8版，免費贈閱。
2015年9月25日於主教公署演講廳舉行了一場新書發佈會，介紹第一本書籍出版物《救恩史－以色列時代》，澳門教區主教黎鴻昇及文祖賢神父主持了贈書儀式。
2016年8月14日，澳門教區報導教會消息已屆38年的《晨曦》週報結束服務，其後的教會新聞由號角報週刊負責。

## 紀念刊／特刊
- 每年澳門格蘭披治大賽車都會刊登大賽車特別紀念版以豐富這一年一度的盛事（以葡英雙語出版）
- 2015年12月4日刊登粵華中學90週年特刊（以中英雙語出版）
- 2016年1月22日刊登天主教澳門教區成立440週年特刊（以中英雙語出版）

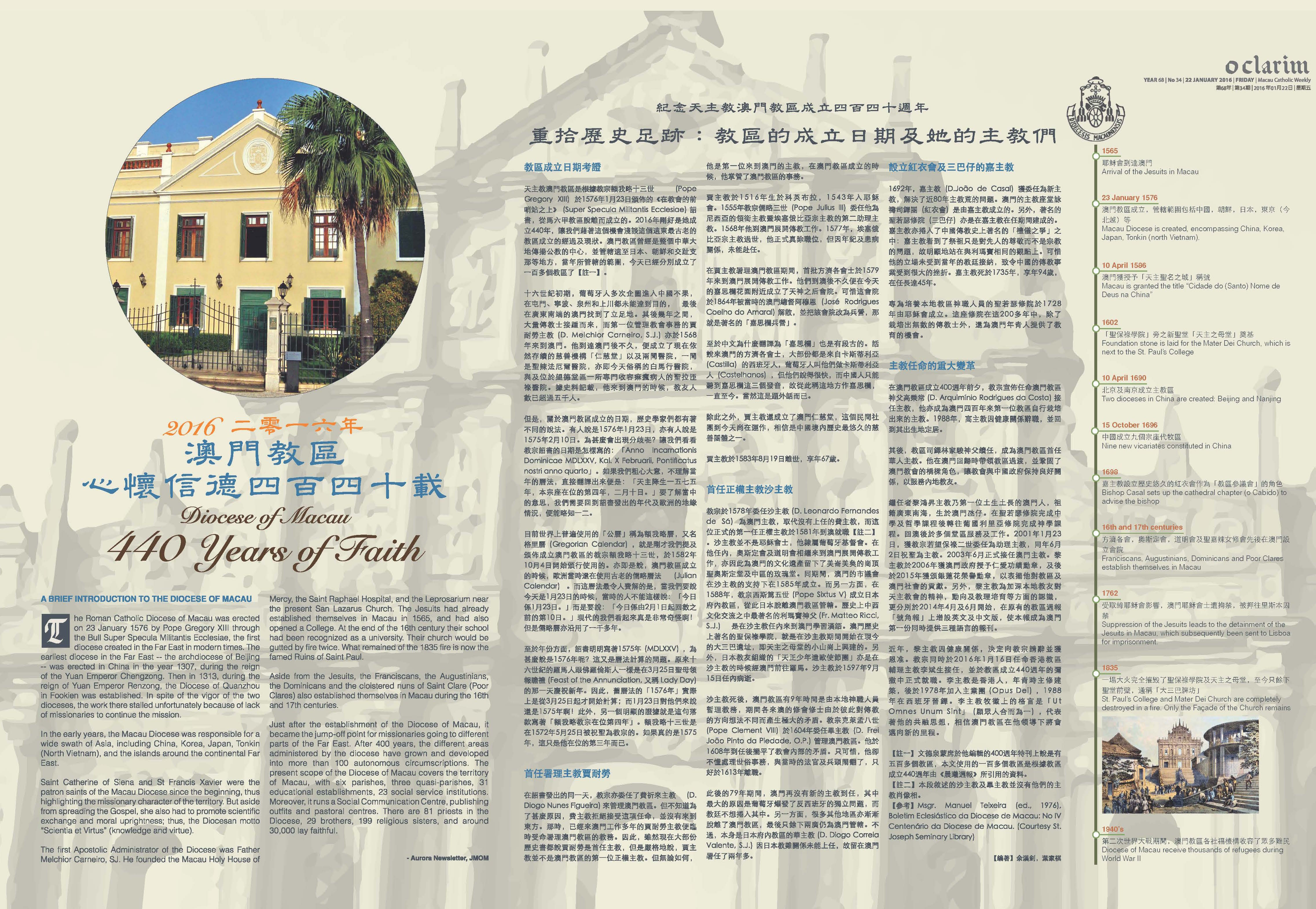
天主教澳門教區成立440周年特刊內頁

## 外部連結
- 官方网站（葡萄牙文）（繁體中文）（英文）
- 號角報的Instagram帳戶（繁體中文）
- 號角報的Instagram帳戶（英文）
- 號角報的Facebook專頁（葡萄牙文）
- 號角報的Facebook專頁（繁體中文）
- 號角報的Facebook專頁（英文）